# Liste des marquises et duchesses de Montferrat
Cet article fait la liste des marquises et des duchesses de Montferrat. Le marquisat de Montferrat est créé par Bérenger II d'Italie en 950. Il est initialement détenu par la Maison Alérame. En 1574, le marquisat de Montferrat est élevé au rang de duché par l'empereur Maximilien II du Saint-Empire.

## Maison Alérame (967-1305)
| Portrait | Nom (dates)                                   | Époux | Titres | Eléments biographiques |
| -------- | --------------------------------------------- | --- | --- | --- |
|          | Gerberge d'Ivrée (945-?)                      | - Alérame de Montferrat | - Marquise de Montferrat | - Princesse de la Maison d'Ivrée. Fille de Bérenger II d'Italie et de Willa d'Arles. |
|          | Adélaïde de Suse (1014/20 - 19 décembre 1091) | - Hermann IV de Souabe (mariage en 1034) - Henri de Montferrat (mariage vers 1042) - Othon Ier de Savoie (mariage vers 1046)                                                                           | - Margravine de Suse et de Turin (par héritage, 1034 - 19 décembre 1091) - Duchesse de Souabe (1034 - 28 juillet 1038) - Marquise de Montferrat (janvier 1042 - 1044/45) - Comtesse de Savoie (1046-1060) - Régente du comté de Savoie (1060 - 19 décembre 1091)                                     | - Princesse de la Famille Ardouin. Fille d'Oldéric-Manfred II d'Oriate et de Berthe de Toscane. - Mère de Pierre Ier de Savoie, d'Amédée II de Savoie, de Berthe de Turin et d'Adélaïde de Savoie.                                         |
|          | Constance de Savoie                           | - Otton II de Montferrat | - Marquise de Montferrat (?- 20 novembre 1084) | - Princesse de Maison de Savoie. Fille d'Amédée II de Savoie et de Jeanne de Genève. - Mère de Guillaume IV de Montferrat. |
|          | Otta d'Agliè                                  | - Guillaume IV de Montferrat | - Marquise de Montferrat (?-1100) | - Fille de Tibaldo d'Agliè. - Mère de Rénier Ier de Montferrat. |
|          | Gisèle de Bourgogne (1075 - mai 1133)         | - Humbert II de Savoie (mariage en 1090) - Rénier Ier de Montferrat (mariage en 1105) | - Comtesse de Savoie (1090-1103) - Régente du comté de Savoie (1003-1005) - Marquise de Montferrat (1105 - mai 1133) | - Princesse de la Maison d'Ivrée. Fille de Guillaume Ier de Bourgogne et d'Étiennette de Bourgogne. - Mère d'Amédée III de Savoie, d'Adélaïde de Savoie et de Guillaume V de Montferrat.                                                   |
|          | Judith de Babenberg (1115/20 - après 1168)    | - Guillaume V de Montferrat (mariage en 1133) | - Marquise de Montferrat (mai 1135 - après 1168) | - Princesse de la Maison de Babenberg. Fille de Léopold III d'Autriche et d'Agnès de Franconie. - Mère de Guillaume de Montferrat, de Conrad de Montferrat, de Boniface de Montferrat, d'Azalaïs de Montferrat et de Rénier de Montferrat. |
|          | Isabelle Ire de Jérusalem (1172 - 1205)       | - Onfroy IV de Toron (mariage en novembre 1183) - Conrad de Montferrat (mariage le 24 novembre 1190) - Henri II de Champagne (mariage le 5 mai 1192) - Aimery II de Lusignan (mariage en janvier 1198) | - Dame de Toron et d'Outre-Jourdain (novembre 1183 - 1190) - Marquise de Montferrat et dame de Tyr (1191 - 28 avril 1192) - Reine de Jérusalem (de plein droit, avril 1192 - avril 1205) - Comtesse de Champagne et de Brie (5 mai 1192 - 10 septembre 1197) - Reine de Chypre (janvier 1198 - 1205) | - Princesse de la Maison de Gâtinais-Anjou. Fille d'Amaury Ier de Jérusalem et de Marie Comnène. - Mère de Marie de Montferrat, d'Alix de Champagne-Jérusalem, de Philippa de Champagne et de Mélisende de Lusignan.                       |
|          | Marguerite de Hongrie (1175 - après 1229)     | - Isaac II Ange (mariage en novembre 1185) - Boniface de Montferrat (mariage en 1204) - Nicolas Ier de Saint-Omer (mariage en 1217)                                                                    | - Impératrice byzantine (1185-1195, 1203-1204) - Marquise de Montferrat (1204 - 4 septembre 1207) - Reine de Thessalonique (1205 - 4 septembre 1207) - Régente de Thessalonique (4 septembre 1207 - 1217)                                                                                            | - Princesse de la Maison Árpád. Fille de Béla III de Hongrie et d'Agnès d'Antioche. - Mère de Démétrios de Montferrat, de Bela de Saint-Omer et de Guillaume de Saint-Omer.                                                                |
|          | Berthe de Clavesana (1180-1224)               | - Guillaume VI de Montferrat (mariage le 9 août 1202) | - Marquise de Montferrat (4 septembre 1207 - 1224) | - Fille de Bonifacio de Clavesana. - Mère de Boniface II de Montferrat, de Béatrice de Montferrat et d'Alix de Montferrat. |
|          | Marguerite de Savoie (1224/28-1254)           | - Boniface II de Montferrat (mariage le 9 décembre 1235) - Aymar III de Poitiers-Valentinois (mariage en 1254)                                                                                         | - Marquise de Montferrat (9 décembre 1235 - 12 juin 1253) - Comtesse de Valentinois et de Diois (1254) | - Princesse de la Maison de Savoie. Fille d'Amédée IV de Savoie et d'Anne de Bourgogne. - Mère de Guillaume VII de Montferrat. |
|          | Isabelle de Clare (1240-1270)                 | - Guillaume VII de Montferrat (mariage en juin 1258) | - Marquise de Montferrat (juin 1258 - 1270) | - Princesse de la Famille de Clare. Fille de Richard de Clare et de Mahaut de Lacy. |
|          | Béatrice de Castille (6 décembre 1254 - 1286) | - Guillaume VII de Montferrat (mariage en août 1271) | - Marquise de Montferrat (août 1271 - après 1280) | - Princesse de la Maison d'Ivrée. Fille d'Alphonse X de Castille et de Yolande d'Aragon. - Mère de Yolande de Montferrat et de Jean Ier de Montferrat.                                                                                     |
|          | Marguerite de Savoie (1280-1359)              | - Jean Ier de Montferrat (mariage le 23 mars 1296) | - Marquise de Montferrat (23 mars 1296 - 9 mars 1305) | - Princesse de la Maison de Savoie. Fille d'Amédée V de Savoie et de Sibylle de Baugé. |

## Maison Paléologue (1306-1533)
À la mort sans descendance de Jean Ier de Montferrat en 1305, c'est son neveu, Théodore Paléologue, fils de Yolande de Montferrat, qui lui succède.
| Portrait | Nom (dates)                                                 | Époux | Titres | Eléments biographiques |
| -------- | ----------------------------------------------------------- | --- | --- | --- |
|          | Argentina Spinola (1295-1337)                               | - Théodore Ier de Montferrat (mariage en octobre 1307)                                                                                       | - Marquise de Montferrat (octobre 1307 - 1337) | - Princesse de la Famille Spinola. Fille d'Opicino Spinola. - Mère de Yolande de Montferrat et de Jean II de Montferrat. |
|          | Cécile de Comminges (?-après 1355)                          | - Amanieu d'Astarac (mariage en 1317) - Jean II de Montferrat (mariage en 1337)                                                              | - Marquise de Montferrat (24 April 1338 - après le 23 juin 1354) | - Princesse de la maison de Comminges. Fille de Bernard VII de Comminges et de Laure de Montfort. |
|          | Isabelle Ire de Majorque (1337-1406)                        | - Jean II de Montferrat (mariage le 4 septembre 1358) - Konrad von Reichach zu Jugnau (mariage secret en 1375)                               | - Marquise de Montferrat (4 septembre 1358 - 19 mars 1372) - Reine titulaire de Majorque, comtesse titulaire de Roussillon et de Cerdagne (20 janvier 1375 - 1379)                  | - Princesse de la Maison de Barcelone. Fille de Jacques III de Majorque et de Constance d'Aragon. - Mère d'Otton III de Montferrat, de Jean III de Montferrat, de Théodore II de Montferrat et de Marguerite de Montferrat.                  |
|          | Violante Visconti (1354 - novembre 1386)                    | - Lionel d'Anvers (mariage le 28 mai 1368) - Otton III de Montferrat (mariage le 2 août 1377) - Ludovico Visconti (mariage le 18 avril 1381) | - Duchesse de Clarence (28 mai 1368 - 17 octobre 1368) - Marquise de Montferrat (2 août 1377 - 16 décembre 1378)                                                                    | - Princesse de la Famille Visconti. Fille de Jean Galéas Visconti et de Blanche de Savoie. |
|          | Argentina Malaspina (?-1387)                                | - Théodore II de Montferrat | - Marquise de Montferrat (?-1387) | - Princesse de la Famille Malaspina. Fille de Leonardo Malaspina. |
|          | Jeanne de Bar (?-15 janvier 1402)                           | - Théodore II de Montferrat (mariage le 8 septembre 1393)                                                                                    | - Marquise de Montferrat (8 septembre 1393 - 15 janvier 1402) | - Princesse de la Maison de Scarpone. Fille de Robert Ier de Bar et de Marie de France. - Mère de Jean-Jacques de Montferrat et de Sophie de Montferrat.                                                                                     |
|          | Marguerite de Savoie (1382/90 - 1464)                       | - Théodore II de Montferrat (mariage le 17 janvier 1403)                                                                                     | - Marquise de Montferrat (17 janvier 1403 - 16 avril 1418) | - Princesse de la Maison de Savoie. Fille d'Amédée de Savoie-Achaïe et de Catherine de Genève. - Béatifiée en 1671. |
|          | Jeanne de Savoie (16 juillet 1392 - janvier 1460)           | - Jean-Jacques de Montferrat (mariage le 26 avril 1411)                                                                                      | - Marquise de Montferrat (16 avril 1418 - 12 mars 1445) | - Princesse de la Maison de Savoie. Fille d'Amédée VII de Savoie et de Bonne de Berry. - Mère de Jean IV de Montferrat, d'Amédéa de Montferrat, de Guillaume VIII de Montferrat, de Boniface III de Montferrat et de Théodore de Montferrat. |
|          | Marguerite de Savoie (avril 1439 - 9 mars 1483)             | - Jean IV de Montferrat (mariage le 2 décembre 1458) - Pierre II de Luxembourg-Saint-Pol (mariage le 12 juillet 1466)                        | - Marquise de Montferrat (2 décembre 1458 - 19 janvier 1464) - Comtesse de Saint-Pol, de Soissons, de Brienne et de Conversano, dame d'Enghien (19 décembre 1475 - 25 octobre 1482) | - Princesse de la Maison de Savoie. Fille de Louis Ier de Savoie et d'Anne de Lusignan. - Mère de Marie de Luxembourg. |
|          | Marie de Foix (1452-1468)                                   | - Guillaume VIII de Montferrat (mariage le 19 janvier 1465)                                                                                  | - Marquise de Montferrat (19 janvier 1465 - 1467) | - Princesse de la Maison de Foix-Grailly. Fille de Gaston IV de Foix-Béarn et d'Éléonore de Navarre. |
|          | Elisabetta Maria Sforza (10 juin 1456 - 1er septembre 1472) | - Guillaume VIII de Montferrat (mariage le 18 juillet 1469)                                                                                  | - Marquise de Montferrat (18 juillet 1469 - 1er septembre 1472) | - Princesse de la Famille Sforza. Fille de Francesco Sforza et de Blanche Marie Visconti. - Mère de Blanche de Montferrat. |
|          | Bernarde de Brosse (1450 - 17 février 1485)                 | - Guillaume VIII de Montferrat (mariage le 6 janvier 1474)                                                                                   | - Marquise de Montferrat (6 janvier 1474 - 27 février 1483) | - Princesse de la Maison de Brosse. Fille de Jean II de Brosse et de Nicole de Châtillon. |
|          | Hélène de Brosse (1460-1484)                                | - Boniface III de Montferrat (mariage le 31 août 1483)                                                                                       | - Marquise de Montferrat (31 août 1483 - 1484) | - Princesse de la Maison de Brosse. Fille de Jean II de Brosse et de Nicole de Châtillon. |
|          | Marija Branković (1466 - 27 août 1495)                      | - Boniface III de Montferrat (mariage le 8 juillet 1485)                                                                                     | - Marquise de Montferrat (8 juillet 1485 - 31 janvier 1494) - Régente de Montferrat (31 janvier 1494 - 27 août 1495)                                                                | - Princesse de la Maison Branković. Fille de Stefan Branković et d'Angelina Arianiti. - Mère de Guillaume IX de Montferrat et de Jean-Georges de Montferrat.                                                                                 |
|          | Anne d'Alençon (30 octobre 1492 - 18 octobre 1562)          | - Guillaume IX de Montferrat (mariage le 31 octobre 1508)                                                                                    | - Marquise de Montferrat (31 octobre 1508 - 4 octobre 1418) - Régente de Montferrat (4 octobre 1518 - 6 juin 1530)                                                                  | - Princesse de la Maison de Valois-Alençon. Fille de René d'Alençon et de Marguerite de Lorraine-Vaudémont. - Mère de Marie de Montferrat, de Marguerite de Montferrat et de Boniface IV de Montferrat.                                      |
|          | Giulia de Naples (1492 - 10 mars 1542)                      | - Jean-Georges de Montferrat (mariage le 21 avril 1533)                                                                                      | - Marquise de Montferrat (21 avril 1533 - 30 avril 1533) | - Princesse de la Maison de Trastamare. Fille de Frédéric Ier de Naples et d'Isabelle des Baux. |

## Maison de Gonzague (1533-1627)
En 1536, Charles Quint confirme la propriété du marquisat, malgré les revendications de la Savoie et du marquisat de Saluces, à la maison de Gonzague. Les traités de Cateau-Cambrésis le répètent en 1559. En 1574, Maximilien II du Saint-Empire élève le marquis au rang de duché.
| Portrait | Nom (dates)                                                | Époux | Titres | Eléments biographiques | Armoiries |
| -------- | ---------------------------------------------------------- | --- | --- | --- | --------- |
|          | Marguerite de Montferrat (11 août 1510 - 28 décembre 1566) | - Frédéric II de Mantoue (mariage le 5 octobre 1531)                                                          | - Duchesse de Mantoue (5 octobre 1531 - 28 juin 1540) - Marquise de Montferrat (30 avril 1533 - 28 juin 1540) - Régente de Mantoue et de Montferrat (28 juin 1540 - 1561) | - Princesse de la Famille Paléologue. Fille de Guillaume IX de Montferrat et d'Anne d'Alençon. - Mère de François III de Mantoue, de Guillaume de Mantoue, de Louis IV de Gonzague-Nevers et de Federico Gonzague.                      |           |
|          | Catherine d'Autriche (15 septembre 1533 - 28 février 1572) | - François III de Mantoue (mariage le 22 octobre 1549) - Sigismond II de Pologne (mariage le 30 juillet 1553) | - Duchesse de Mantoue et marquise de Montferrat (22 octobre 1549 - 22 février 1550) - Reine de Pologne et grande-duchesse de Lituanie (30 juillet 1553 - 28 février 1572) | - Princesse de la Maison de Habsbourg. Fille de Ferdinand Ier du Saint-Empire et d'Anne Jagellon. |           |
|          | Éléonore d'Autriche (2 novembre 1534 - 5 août 1594)        | - Guillaume de Mantoue (mariage le 26 avril 1561)                                                             | - Duchesse de Mantoue (26 avril 1561 - 14 août 1587) - Marquise puis duchesse de Montferrat (26 avril 1561 - 1574, 1574 - 14 août 1587)                                   | - Princesse de la Maison de Habsbourg. Fille de Ferdinand Ier du Saint-Empire et d'Anne Jagellon. - Mère de Vincent Ier de Mantoue, de Marguerite de Mantoue et d'Anne-Catherine de Mantoue.                                            |           |
|          | Éléonore de Médicis (1er mars 1567 - 9 septembre 1611)     | - Vincent Ier de Mantoue (mariage le 29 avril 1584)                                                           | - Duchesse de Mantoue et de Montferrat (14 août 1587 - 9 septembre 1611)                                                                                                  | - Princesse de la Maison de Médicis. Fille de François Ier de Médicis et de Jeanne d'Autriche. - Mère de François IV de Mantoue, de Ferdinand de Mantoue, de Marguerite de Mantoue, de Vincent II de Mantoue et d'Éléonore de Gonzague. |           |
|          | Marguerite de Savoie (28 avril 1589 - 26 juillet 1655)     | - François IV de Mantoue (mariage le 19 février 1608)                                                         | - Duchesse de Mantoue et de Montferrat (18 février 1612 - 22 décembre 1612) - Vice-reine de Portugal (23 décembre 1634 - 1er décembre 1640)                               | - Princesse de la Maison de Savoie. Fille de Charles-Emmanuel Ier de Savoie et de Catherine-Michelle d'Autriche. - Mère de Marie de Mantoue.                                                                                            |           |
|          | Catherine de Médicis (2 mai 1593 - 17 avril 1629)          | - Ferdinand de Mantoue (mariage le 17 février 1617)                                                           | - Duchesse de Mantoue et de Montferrat (17 février 1617 - 29 octobre 1626) - Gouverneure de Sienne (1627 - 17 avril 1629)                                                 | - Princesse de la Maison de Médicis. Fille de Ferdinand Ier de Médicis et de Christine de Lorraine. |           |

## Maison de Gonzague-Nevers (1627-1708)
| Portrait | Nom (dates)                                                        | Époux                                                           | Titres | Eléments biographiques |
| -------- | ------------------------------------------------------------------ | --------------------------------------------------------------- | --- | --- |
|          | Isabelle-Claire d'Autriche (12 août 1629 - 24 février 1685)        | - Charles II de Mantoue (mariage le 7 novembre 1649)            | - Duchesse de Mayenne (7 novembre 1649 - 1654) - Duchesse de Nevers et de Rethel (7 novembre 1649 - 1659) - Duchesse de Mantoue et de Montferrat, princesse d'Arches (7 novembre 1649 - 14 août 1665) - Régente de Mantoue et de Montferrat (14 août 1665 - 1670) | - Princesse de la Maison de Habsbourg. Fille de Léopold V d'Autriche-Tyrol et de Claude de Médicis. - Mère de Charles III Ferdinand de Mantoue. |
|          | Anne-Isabelle de Guastalla (12 février 1655 - 18 novembre 1703)    | - Charles III Ferdinand de Mantoue (mariage en juillet 1671)    | - Duchesse de Mantoue et de Montferrat (juillet 1671 - 18 novembre 1703) | - Princesse de la Maison de Gonzague. Fille de Ferdinand III de Guastalla et de Marguerite d'Este.                                              |
|          | Suzanne-Henriette de Lorraine (1er février 1686 - 19 octobre 1710) | - Charles III Ferdinand de Mantoue (mariage le 8 novembre 1704) | - Duchesse de Mantoue et de Montferrat (8 novembre 1704 - 5 juillet 1708) | - Princesse de la Maison de Guise. Fille de Charles III d'Elbeuf et de Françoise de Montault de Navailles.                                      |